# مارك غراهام (غطاس)
مارك غراهام (بالإنجليزية: Mark Graham) هو غطاس نيوزيلندي، ولد في 19 مايو 1961.

## وصلات خارجية
- مارك غراهام على موقع الاتحاد الدولي للسباحة (الإنجليزية)
- مارك غراهام على موقع اللجنة الأولمبية الدولية (الإنجليزية)
- مارك غراهام على موقع أوليمبيديا (الإنجليزية)
- مارك غراهام على موقع اللجنة الأولمبية النيوزيلندية (الإنجليزية)
- مارك غراهام على موقع اتحاد ألعاب الكومنولث (مؤرشف) (الإنجليزية)